# Carolyn Jones

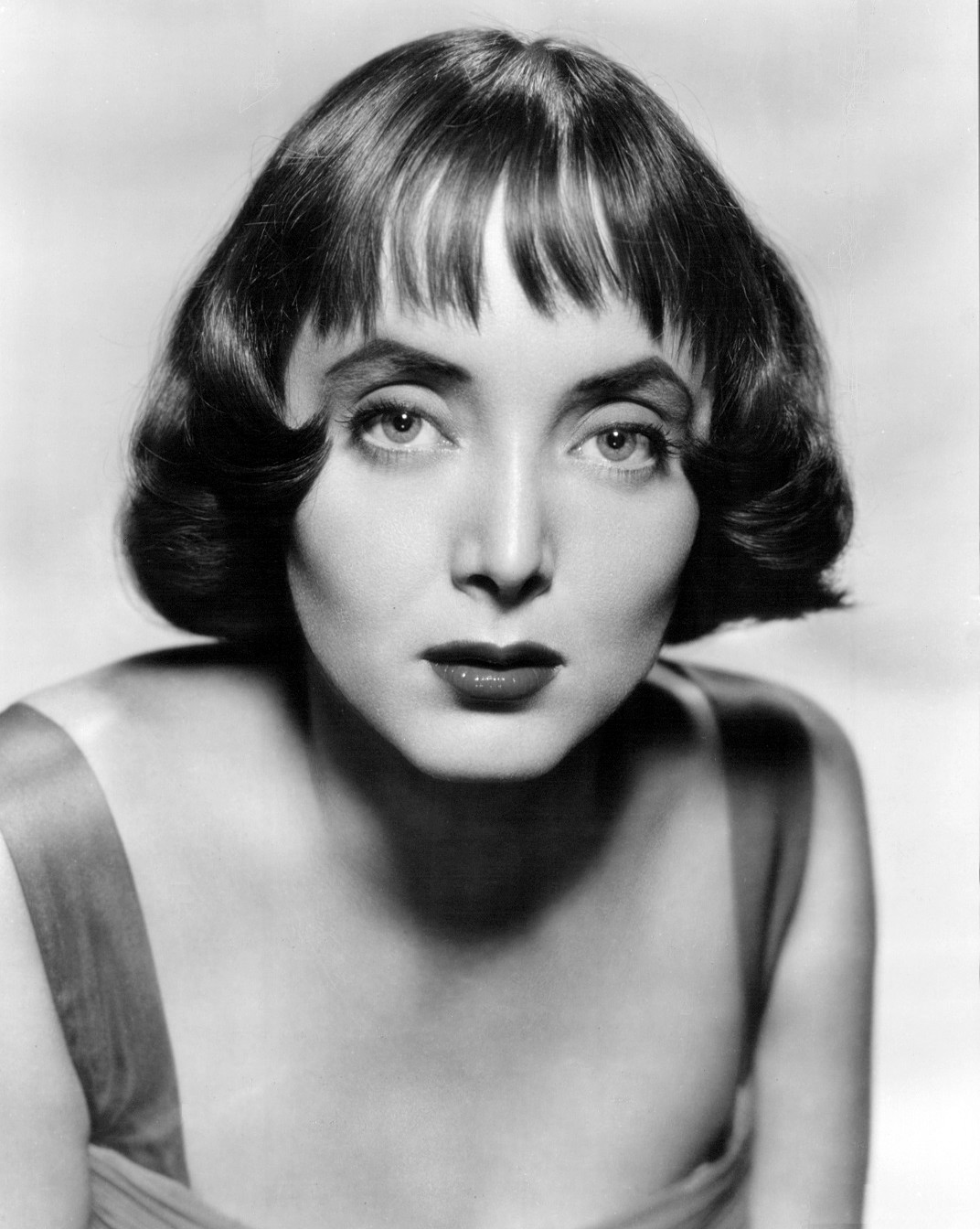
Carolyn Jones 1956

Carolyn Sue Jones (* 28. April 1930 in Amarillo, Texas; † 3. August 1983 in Hollywood, Kalifornien) war eine US-amerikanische Schauspielerin.

## Karriere
Seit ihrer Kindheit wollte die schwer asthmakranke Carolyn Jones zum Film. 1947 wurde sie an der Schauspielschule des Pasadena Playhouse aufgenommen. Einigen Quellen zufolge wurde sie 1933 geboren und wäre daher eigentlich zu jung gewesen, daher habe sie ihr Geburtsjahr gefälscht. Nach ihrer Geburtsurkunde stimmt aber das Jahr 1930.
1952 hatte sie ihren ersten Filmauftritt in William Dieterles Kriminalfilm Der Wendepunkt mit William Holden. Ihr erster großer Erfolg war 1953 der Horrorfilm Das Kabinett des Professor Bondi, der erste 3D-Film einer großen Produktionsfirma. Carolyn Jones wurde daraufhin noch im selben Jahr zu Probeaufnahmen für die Romanverfilmung Verdammt in alle Ewigkeit eingeladen. Eine Erkrankung verhinderte jedoch ihren Auftritt in dem legendären Streifen. 1956 spielte sie einen kleineren Auftritt in Alfred Hitchcocks Thriller Der Mann, der zuviel wusste und hatte im selben Jahr eine große Rolle in dem erfolgreichen Science-Fiction-Film Die Dämonischen von Don Siegel. 1957 beeindruckte sie in einer wenige Minuten dauernden Nebenrolle als Nymphomanin in Delbert Manns Dialogdrama Die Junggesellenparty, für die sie eine Oscar-Nominierung als Beste Nebendarstellerin erntete. 
Fortan erhielt Jones auch Kino-Hauptrollen. 1958 war sie als tragisch endende Prostituierte Ronnie in Mein Leben ist der Rhythmus die Partnerin von Elvis Presley und gewann den Golden Globe als beste Nachwuchsdarstellerin für Die Liebe der Marjorie Morningstar. Der Film Viele sind berufen von 1959 zeichnete sich durch viel gepriesene Leistungen der Hauptdarsteller Dean Martin, Shirley MacLaine, Anthony Franciosa und Carolyn Jones aus, fiel jedoch beim Publikum durch. Sie hatte danach nur noch einen bedeutenden Kinoauftritt, und zwar in dem monumentalen Western Das war der Wilde Westen (1963).
Ab 1964 folgte jedoch jene Rolle, für die sie bis heute weltweit bekannt ist, die eine laszive Sexualität ausstrahlende Mutter „Morticia“ in der Fernsehserie The Addams Family. Die Serie wurde trotz ihres Erfolges bereits nach zwei Jahren eingestellt. Mit wenigen Ausnahmen wie Tobe Hoopers Horrorfilm Blutrausch war Jones ab dem Anfang der 1970er-Jahre bis zu ihrem Tod nur noch im Fernsehen aktiv, war dort allerdings eine vielbeschäftigte Darstellerin. 1979 trat sie in der Miniserie Victor Charlie ruft Lima Sierra auf.
Carolyn Jones war in erster Ehe mit Don Donaldson, einem Studienkollegen, verheiratet. Sie war von 1953 bis 1964 die erste Ehefrau des später äußerst erfolgreichen Fernsehproduzenten Aaron Spelling. Von 1968 bis 1977 war sie mit dem Filmregisseur Herbert S. Greene verheiratet.
1981 wurde bei Jones Darmkrebs festgestellt, der rasch metastasierte. Bereits lebensbedrohlich erkrankt heiratete sie 1982 ihren Kollegen Peter Bailey-Britton, ihren Partner aus der Fernsehserie Capitol. Ihre letzten Auftritte vor der Kamera absolvierte sie im Rollstuhl. 1983 starb sie an den Folgen der Darmkrebserkrankung im Alter von 53 Jahren.

## Filmografie (Auswahl)
- 1952: Der Wendepunkt (Turning Point)
- 1952: Der Weg nach Bali (Road to Bali)
- 1953: Das Kabinett des Professor Bondi (House of Wax)
- 1954: Drei Stunden Zeit (Three Hours to Kill)
- 1954: Das verflixte 7. Jahr (The Seven Year Itch)
- 1954: Der Empörer (The Saracen Blade)
- 1956: Der Mann, der zuviel wußte (The Man Who Knew Too Much)
- 1956: Die Dämonischen (Invasion of the Body Snatchers)
- 1957: So enden sie alle (Baby Face Nelson)
- 1957: Die Junggesellenparty (The Bachelor Party)
- 1958: Die Liebe der Marjorie Morningstar (Marjorie Morningstar)
- 1958: Mein Leben ist der Rhythmus (King Creole)
- 1959: Der letzte Zug von Gun Hill (Last Train from Gun Hill)
- 1959: Eine Nummer zu groß (A Hole in the Head)
- 1959: Das tödliche Netz (The Man in the Net)
- 1959: Viele sind berufen (Career)
- 1960: Titanen (Ice Palace)
- 1961: Ganoven gehn an Bord (Sail a Crooked Ship)
- 1962: Das war der Wilde Westen (How the West Was Won)
- 1963: Eine kitzlige Sache (A Ticklish Affair)
- 1964–1966: The Addams Family (Fernsehserie, 64 Folgen)
- 1966–1967: Batman (Fernsehserie, 5 Folgen)
- 1969: Pulver und Blei (Heaven with a Gun)
- 1969: Der leuchtende Tod (Color Me Dead)
- 1971: Die Leute von der Shiloh Ranch (The Virginian; Fernsehserie, Folge The Legacy of Spencer Flats)
- 1973: The New Perry Mason (Fernsehserie, Folge The Case of the Frenzied Feminist)
- 1974: Der Chef (Ironside; Fernsehserie, Doppelfolge Raise the Devil)
- 1976: Blutrausch (Death Trap)
- 1976–1977: Wonder Woman (Fernsehserie, 3 Folgen)
- 1977: Roots (Fernseh-Miniserie, Teil VI)
- 1977: Halloween with the New Addams Family (Fernsehfilm)
- 1977–1981: Quincy (Fernsehserie, 3 Folgen)
- 1979: Victor Charlie ruft Lima Sierra (The French Atlantic Affair; Fernseh-Miniserie, 3 Folgen)
- 1979: Good Luck, Miss Wyckoff
- 1979–1982: Fantasy Island (Fernsehserie, 4 Folgen)
- 1981: Midnight Lace (Fernsehfilm)
- 1982: Capitol (Fernsehserie, 8 Folgen)